# Crăiasa zăpezii (film din 1957)
Crăiasa zăpezii (titlul original: în rusă Снежная королева, transliterat: Snejnaia koroleva) este un film de animație sovietic, realizat în 1957 de regizorul Lev Atamanov, după basmul omonim al scriitorului Hans Christian Andersen.

## Distribuție voci
- Vladimir Gribkov – Ole-Lukoie
- Ianina Jeimo – Gerda
- Anna Komolova – Kai
- Galina Kojakina – micul tâlhar
- Maria Babanova – Crăiasa zăpezii
- Serghei Martinson – corbul
- Tatiana Linnik – prințesa
- Maria Sinelnikova – finlandeza
- Elena Ponsova – corbul de curte
- Vera Bendina – prințul!--Вера Бендина -->
- Judif Glizer – lapona
- Varvara Popova – bunicuța
- Aleksei Konsovski – cerbul
- Irina Murzaeva – zâna bătrână

## Literatură
- Andersen, Hans Christian. Crăiasa zăpezii. Tradus de Al. Philippide și I. Cassian-Mătăsaru. București, 1988: Editura Ion Creangă. p. 90.;